# Тайога (округ, Нью-Йорк)
Округ Тайога (англ. Tioga County) — округ штата Нью-Йорк, США. Население округа на 2000 год составляло 51 787 человек. Административный центр округа — деревня Овиго.

## История
Округ Тайога основан в 1791 году. Источник образования округа Тайога: округ Монтгомери.

## География
Округ занимает площадь 1354,6 км2.

## Демография
Согласно переписи населения 2000 года, в округе Тайога проживало 51 787 человек. По оценке Бюро переписи населения США, к 2009 году население уменьшилось на 3,3%, до 50 064 человек. Плотность населения составляла 37 человек на квадратный километр.